# Coleochloa virgata
Coleochloa virgata är en halvgräsart som först beskrevs av Karl Moritz Schumann, och fick sitt nu gällande namn av Ernest Nelmes. Coleochloa virgata ingår i släktet Coleochloa, och familjen halvgräs. Inga underarter finns listade i Catalogue of Life.